# Wyszkowo (Trzebiatów)
Wyszkowo (auch Wyszków, deutsch Wischow, Wischower Kirche) bezeichnet einen Ort, der bereits seit dem Ende des 12. Jahrhunderts eine Wüstung ist, von der aber noch der Rest einer Kirchenruine erhalten ist. Er gehört zur polnischen Stadt Trzebiatów (Treptow an der Rega) im Powiat Gryficki (Kreis Greifenberg in Pommern) innerhalb der Woiwodschaft Westpommern.

## Geographische Lage
Wyszkowo befindet sich im Südosten des Stadtgebietes von Trzebiatów (Treptow an der Rega) am rechten Ufer der Rega und unweit der Trasse der Koszalin–Kołobrzeg↔Gryfice–Goleniów (Köslin-Kolberg↔Greifenberg in Pommern-Gollnow). Eine Zuwegung besteht vom Bahnhof und dem alten Wasserturm aus.

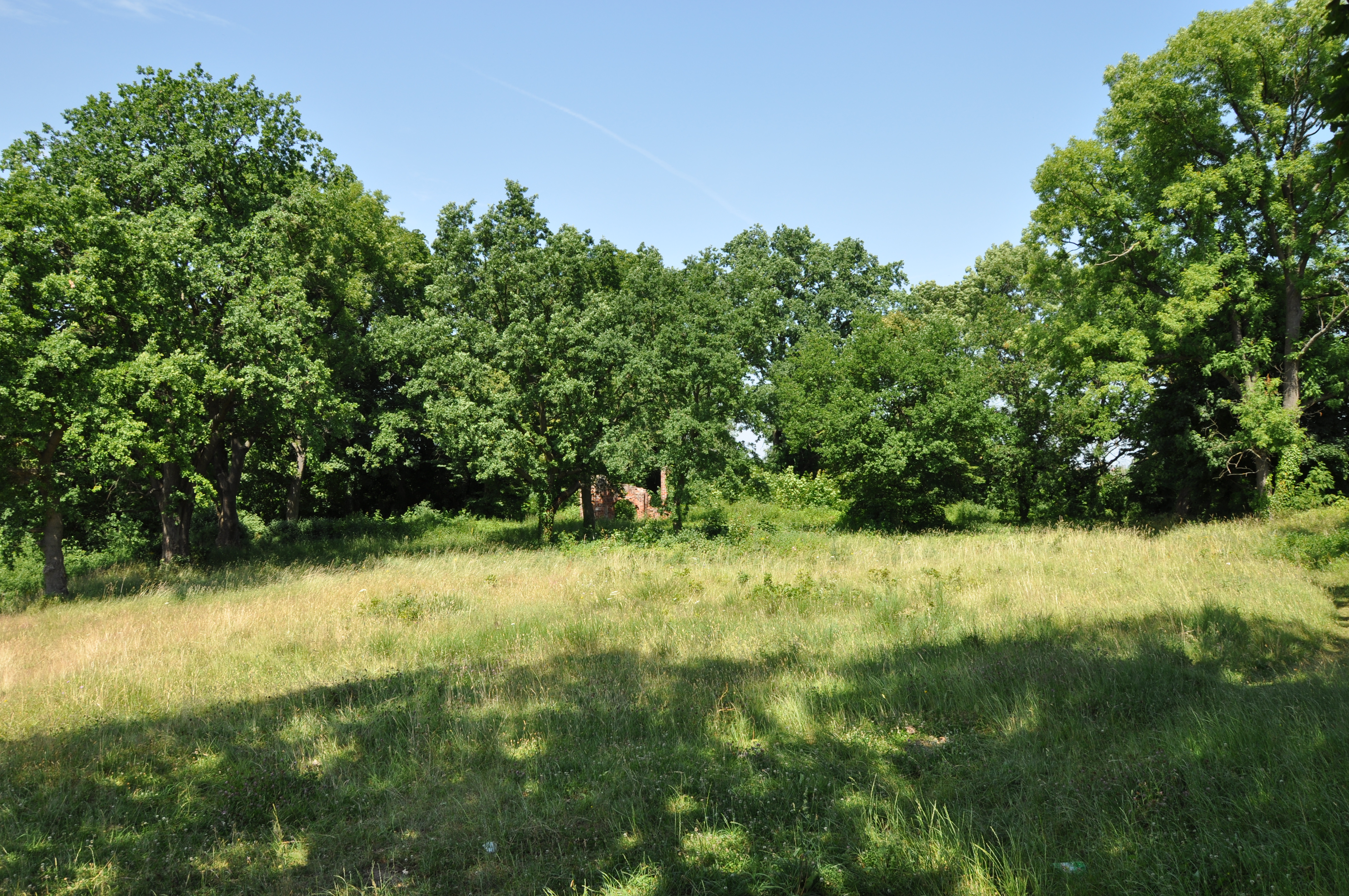
Blick auf Wyszkowo mit den Resten der Wischower Kirche im Jahr 2010

## Geschichte
Im Jahre 1180 wurde das damalige Wischow dem Prämonstratenser-Kloster Belbuck, nordwestlich der damals Treptow genannten Stadt gelegen und heute Stadtteil, verliehen. 1224 überwies die Herzogin Anastasia, Witwe des Pommernherzogs Bogislaw I., dem Mönchskloster Belbuck die Burg Treptow und 23 Dörfer zum Unterhalt eines zu gründenden Nonnenklosters. 1234 gelang es dem Abt Otto von Belbuck aus „Bethelehem“, einem Schwesterkloster des Prämonstratenserklosters Mariëngaarde (deutsch Mariengarten) bei Hallum in Friesland, Nonnen für das neue Kloster zu gewinnen.
Das Prämonstratenserinnen-Kloster Marienbusch wurde auf der Wüstung Wischow (jetzt Wyszkowo, auch Wyszków) angelegt. Um 1286 verlegten die Nonnen ihr Kloster dann auf die Burg Treptow und erhielten die dortige Nikolaikirche als Klosterkirche.

## Wischower Kirche

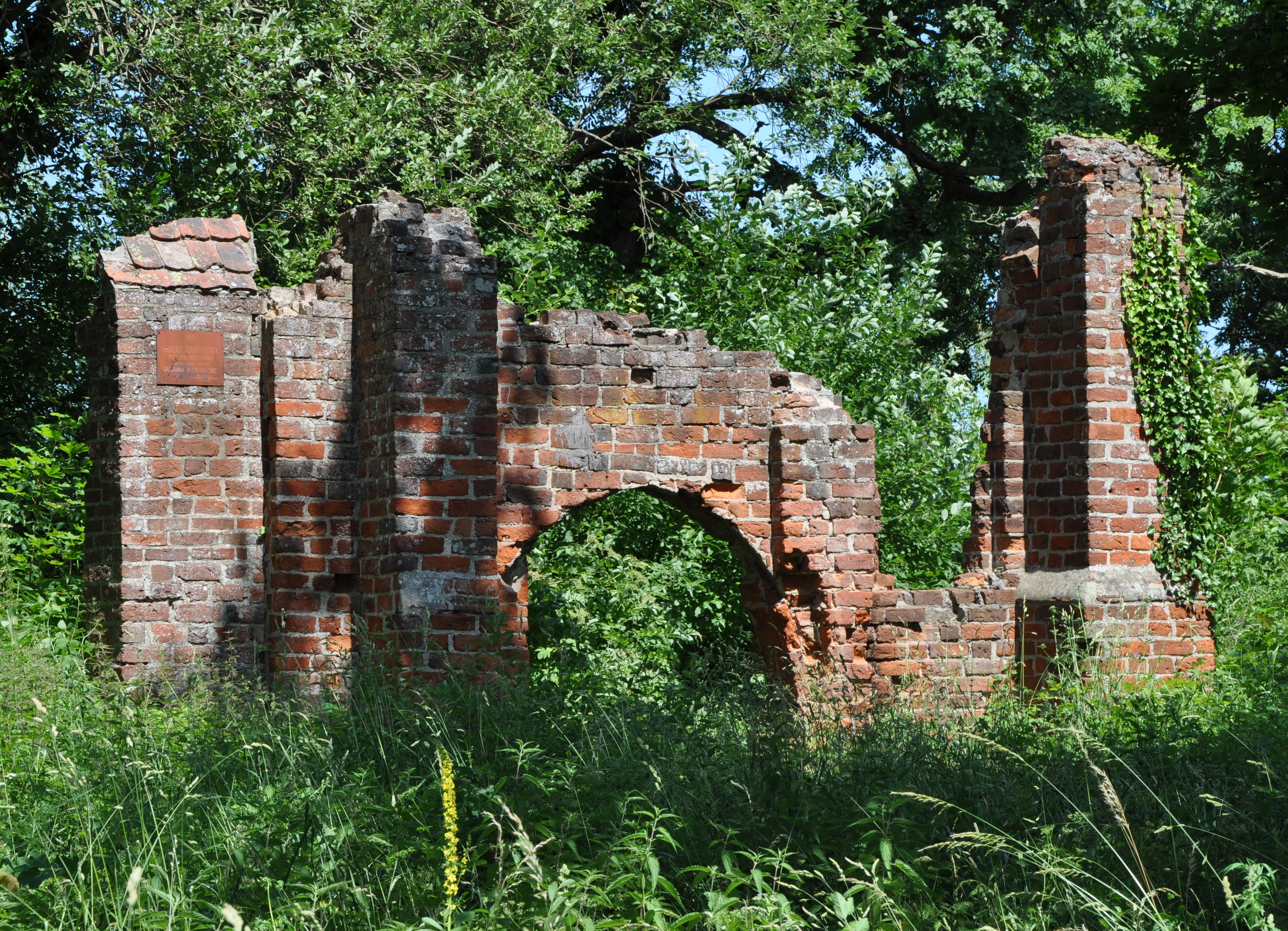
Die Ruinenreste der Wischower Kirche

Bereits im Jahre 1235 stand schon die St. Marie, St. Nikolaus und Allerheiligen geweihte Klosterkirche. Die dann schon kurze Zeit später durch ein niedrigeres Langhaus erweiterte Backsteinkirche stammt erst aus dem 15. Jahrhundert. 
Nach dem Abzug der Prämonstratenserinnen besuchten viele Pilger – besonders Fischer – die Kirche als Marienwallfahrtsort. Vor einem Gnadenbild der Madonna suchten Menschen Heilung.
Seit 1291 bestand eine Pfarrei in Wischow – außerhalb der Mauern der Stadt Treptow. 1399 gab es dann eine pfarramtliche Verbindung zur Pfarrei in Zarben (heute polnisch: Sarbia).
Mit der Reformation wurde das Gnadenbild aus der Kirche entfernt – der Reformator Johann Bugenhagen berichtete als erster von den Wallfahrten – und sie wurde ein evangelisches Gotteshaus. Es gehörte als Filialkirche mit den Orten Gummin (heute polnisch: Gąbin), Gumminshof (Mirosławice) und Lewetzow (Lewice) zur Pfarrei Behlkow (Bielikowo) im Kirchenkreis Treptow an der Rega (Trzebiatów) im späteren Ostsprengel der Kirchenprovinz Pommern der Kirche der Altpreußischen Union. Im Jahre 1940 gehörten zur Wischower Kirche 575 Gemeindeglieder von 1455 im gesamten Kirchspiel. Letzter Geistlicher war Pfarrer Max Krummheuer.
Im Jahre 1945 wurde die Kirche zerstört. Zur Erinnerung behielt man ab 1948 mit amtlicher Verfügung den alten Namen bei, der jetzt nur noch auf die Ruine der Kirche beschränkt ist.